# Prêtres en guerre
Prêtres en guerre (Warrin' Priests) est le titre d'un double épisode de la série télévisée d'animation Les Simpson. Il s'agit des dix-neuvième et vingtième épisodes de la trente-et-une saison et des 681e et 682e épisodes de la série. Il s'agit du troisième épisode de la série à être décomposé en deux parties, après Qui a tiré sur M. Burns ? (saisons 6 et 7) et Phatsby le Magnifique (saison 28). Contrairement à ce dernier, cet épisode est diffusé pour la première fois aux États-Unis en deux épisodes distincts, diffusés le 26 avril 2020 et le 3 mai 2020.

## Synopsis

### Partie 1
L'abandon de l'Église par de nombreux Springfieldiens pousse la femme du révérend à poster une annonce. Bode, un jeune nouveau pasteur charismatique se présente alors, et vole peu à peu la place du révérend Lovejoy. Cependant, ne supportant pas cela et doutant de son intégrité, ce dernier se rend dans le Michigan afin d'enquêter sur son mystérieux passé...

### Partie 2
Après avoir été écarté de l'Église, le révérend Lovejoy se rend dans l'ancienne église de Bode, dans le Michigan, afin de découvrir pourquoi il a quitté cette dernière. De retour à Springfield, il va mettre un terme à l'enthousiasme des habitants pour leur nouveau prêtre en révélant ce qu'il a découvert, et l'erreur de jeunesse impardonnable de Bode va le pousser vers la fin de sa carrière de prêtre à Springfield...

## Réception
Lors de sa première diffusion, la première partie de l'épisode a attiré 1,35 million de téléspectateurs.

Lors de sa première diffusion, la seconde partie de l'épisode a attiré 1,36 million de téléspectateurs.

Ces deux épisodes signent la pire audience de la série depuis ses débuts.